# Martin Sommerfeld
Martin Sommerfeld (* 2. Mai 1894 in Angerburg (Ostpreußen); † 26. Juli 1939 in Bristol (Vermont) USA) war ein deutscher Literaturhistoriker.

## Leben
Martin Sommerfeld war ein Sohn des Fabrikbesitzers Heinrich Sommerfeld und seiner Frau Bertha, geb. Klein. Nach dem Schulbesuch in Königsberg (Preußen) und Insterburg und dem Abitur am Prinz-Heinrich-Gymnasium in Schöneberg studierte er ab 1912 Germanistik, Philosophie und Geschichte in Berlin und München, wo er 1916 bei Franz Muncker (1855–1926) mit einer Arbeit über Friedrich Nicolai promovierte. 1919 heiratete er Helene Schott (1892–1974). Nach der Habilitation für deutsche Literaturgeschichte bei Franz Schultz (1877–1950) an der Universität Frankfurt wurde er dort 1922 Privatdozent und 1927 a.o. Professor.  Er schrieb zahlreiche Beiträge zum Reallexikon der deutschen Literaturgeschichte.
Nach der Machtübergabe an die Nationalsozialisten wurde ihm 1933 aus rassistischen Gründen aufgrund des Gesetzes zur Wiederherstellung des Berufsbeamtentums die Lehrbefugnis entzogen. Er emigrierte in die USA, wo er seinen Unterhalt aus Gastprofessuren bestritt, u. a. an der Columbia University in New York. Seit 1936 lehrte er am Smith College in  Northampton. Für das Wintersemester 1939 hatte er einen Ruf an das neugegründete Queens College angenommen, verstarb aber während einer Lehrtätigkeit an der Middlebury Summer School in Bristol (Vermont).
Seine Promotionsschrift war in Deutschland 1936 auf die Liste der verbotenen Autoren gesetzt worden. Am 30. Mai 1939 wurde er vom Deutschen Reich ausgebürgert und am 1. August 1940 wurde im Reichsanzeiger bekannt gegeben, dass die Universität München ihm den Doktorgrad entzogen hatte.

## Schriften (Auswahl)
- Friedrich Nicolai und der Sturm und Drang. Ein Beitrag zur Geschichte der deutschen Aufklärung. Diss. München 1916; Leipzig: Bonna, 1917; Halle a. S.: Niemeyer, 1921
- (Hrsg.) Moritz August von Thümmel: Wilhelmine; oder, Der verliebte Pedant. München: Roland-Verlag, 1918
- (Hrsg.) Vormärz. Eine lyrische Anthologie. München: Roland-Verlag, 1918
- (Hrsg.) Jean Paul: Friedenspredigt. Eine Auswahl aus seinen politischen Schriften. München: Dreiländerverlag, 1919
- Hebbel und Goethe. Studien zur Geschichte des deutschen Klassizismus im 19. Jahrhundert.  Habilitationsschrift; Bonn: F. Cohen, 1923
- Mit Paul Hirsch. Deutsche Klitteraturgeschichte in groben Zügen. Ein bibliopsiles Repetitorium. Den Mitgliedern der Frankfurter Bibliophilen-Gesellschaft gewidmet. Offenbach: W. Gerstung, 1924. 14 S.
- Der Bücherleser. Gedanken zu seiner Rechtfertigung. Für die Mitglieder der Frankfurter Bibliophilen Gesellschaft abgezogen und ihnen zum 22. Februar 1925 gewidmet. Frankfurt a. M.: Frankfurter Bibliophilen-Gesellschaft, 1925. 29 S.
- (Hrsg.) Johann Christoph Sachse: Der deutsche Gil Blas, eingeführt von Goethe. Frankfurt a. M.: Frankfurter Verlags-Anstalt, 1925
- (Hrsg.) Johann Georg Hamann: Versuch einer Sibylle über die Ehe. Frankfurt a. M.: Hirsch, 1925
- (Hrsg.) Deutsche Barocklyrik. Berlin: Junker & Dünnhaupt, 1929
- (Hrsg.) Deutsche Lyrik 1880-1930, nach Motiven ausgewählt und geordnet. Berlin: Junker & Dünnhaupt, 1931
- (Hrsg.) Romantische Lyrik, nach Motiven ausgewählt und geordnet. Berlin: Junker & Dünnhaupt, 1932
- (Hrsg.) Judith-Dramen des 16. und 17. Jahrhunderts nebst Luthers Vorrede zum Buch Judith. Berlin: Junker & Dünnhaupt, 1933
- (Hrsg.) George, Hofmannsthal, Rilke. New York: Norton, 1938
- Goethe in Umwelt und Folgezeit. Gesammelte Studien. Leiden: A. W. Sijthoff, 1935
- „Die Gestalt des Lehrers in der deutschen Literatur“, German Quarterly 10 (1937) S. 107–122